# Liu Pi-yu
Liu Pi-yu, född 30 januari 1969, är en taiwanesisk bågskytt. Hon deltog vid olympiska sommarspelen 1988, olympiska sommarspelen 1992 och olympiska sommarspelen 2000.